# Wierzbowce (obwód iwanofrankiwski)
Wierzbowce (ukr. Вербівці) – wieś na Ukrainie, w  obwodzie iwanofrankiwskim, w rejonie horodeńskim.
Wieś wzmiankowana w 1416 roku, na początku XVIII w. należała do Cieńskich herbu Pomian, w 1738 r. Stanisław Cieński z Okna, stolnik bracławski i pułkownik wojsk koronnych, który tytułował się starostą wierzbowskim, odstąpił Wierzbowce za konsensem (pozwoleniem) króla Polski Augusta III Sasa, Adamowi Mrozowickiemu herbu Prus III, staroście stęgwilskiemu i regimentarzowi wojsk koronnych. Prawdopodobnie  w październiku 1774 r., kiedy poeta Franciszek Karpiński, otrzymał od Marianny Ponińskiej, wdowy po Józefie Ponińskim, generale lejtnancie wojsk polskich, staroście ostrskim, z którą miał romans, w prezencie imieninowym 5000 złp, wydzierżawił od Mrozowickich wieś Wierzbowce, co pozwoliło mu rozpocząć niezależne życie. Karpiński gospodarował w Wierzbowcach w latach 1775-1776 i tam powstało najwięcej z wczesnych wierszy poety.
W pierwszej połowie XIX w. właścicielem Wierzbowców był wnuk Adama Mrozowickiego, Gabin Mrozowicki (1780-1831), który, jak pisał w 1824 r. Stanisław Wodzicki, założył tam jeden z najpiękniejszych i najbardziej wartościowych naukowo ogrodów w Galicji, podobny do ogrodu w Jabłonowie (w powiecie kopyczynieckim koło Husiatyna) Wawrzyńca Marcina hr. Dzieduszyckiego. Chętnie dzielił się on z krewnymi (m.in. z kniaziami Puzynami z Gwoźdzca i hrabiami Krasińskimi z Radziejowic)  oraz z ziemianami Pokucia, np. z Cieńskimi herbu Pomian z Okna, egzotycznymi roślinami z Wierzbowiec. 
W II Rzeczypospolitej wieś  w powiecie horodeńskim województwa stanisławowskiego. W 1944 nacjonaliści ukraińscy z OUN-UPA zamordowali tutaj 8 Polaków.

## Urodzeni
- Alexander Granach